# Municipio de Farden
El municipio de Farden (en inglés: Farden Township) es un municipio ubicado en el condado de Hubbard en el estado estadounidense de Minnesota. En el año 2010 tenía una población de 1137 habitantes y una densidad poblacional de 12,13 personas por km².

## Geografía
El municipio de Farden se encuentra ubicado en las coordenadas 47°21′53″N 94°44′9″O / 47.36472, -94.73583. Según la Oficina del Censo de los Estados Unidos, el municipio tiene una superficie total de 93.77 km², de la cual 87,26 km² corresponden a tierra firme y (6,94 %) 6,51 km² es agua.

## Demografía
Según el censo de 2010, había 1137 personas residiendo en el municipio de Farden. La densidad de población era de 12,13 hab./km². De los 1137 habitantes, el municipio de Farden estaba compuesto por el 78,63 % blancos, el 17,15 % eran amerindios, el 0,62 % eran asiáticos, el 0,53 % eran de otras razas y el 3,08 % eran de una mezcla de razas. Del total de la población el 2,73 % eran hispanos o latinos de cualquier raza.